# نانسي رودريغيز
نانسي رودريغيز (بالإنجليزية: Nancy Rodriguez)‏ هي عالمة جريمة أمريكية، ولدت في 6 يونيو 1970.